# Eleição municipal de Alagoinhas em 2016
A eleição municipal da cidade brasileira de Alagoinhas em 2016 foi realizada para eleger um prefeito, um vice-prefeito e 17 vereadores no município de Alagoinhas, no estado brasileiro da Bahia. Foram eleitos Joaquim Belarmino Cardoso Neto (DEM) e Iraci Gama Santa Luzia para os cargos de prefeito(a) e vice-prefeito(a), respectivamente.
Seguindo a Constituição, os candidatos são eleitos para um mandato de quatro anos a se iniciar em 1º de janeiro de 2017. A decisão para os cargos da administração municipal, segundo o Tribunal Superior Eleitoral, contou com 94 177 eleitores aptos e 8 467 abstenções, de forma que 8.99% do eleitorado não compareceu às urnas naquele turno.

## Antecedentes
Em 2012, o DEM elegeu 9 prefeitos na Bahia. Apesar de seu presidente, José Carlos Aleluia, dizer na ocasião que o partido não faz coligações, em Alagoinhas deu apoio ao candidato do PDT, Paulo Cézar, prefeito e concorrente à reeleição. A intenção era derrotar o candidato petista Joseildo Ramos. Em 2010 Paulo Cézar estava no PSDB e fez campanha para a eleição do governador Jaques Wagner. A troca de partido, para um da base aliada do governo de Wagner e de Dilma Rousseff, não o impediu de fazer uma campanha baseada no anti-petismo. Essa posição viabilizou a aliança com o DEM, e a liderança do PDT justificou a posição pela insistência do PT em lançar uma candidatura própria à prefeitura do município.

## Campanha
A cidade de Alagoinhas, teve um ano eleitoral cheio de eventos. Houve uma greve dos transportes rodoviários em junho. A paralisação durou apenas dois dias, mas levou a reajustes para a categoria. Na área da saúde, a cidade foi uma das mais atingidas pela microencefalia, causada pela disseminação do vírus Zica. Em Janeiro, a cidade tinha o segundo maior número de casos suspeitos no estado. Em maio, o número de casos relacionados seguia crescendo e o município já contava com um óbito em decorrência da doença. Quanto à segurança pública, diversos casos ajudaram a colocar Alagoinhas no ranking das cidades mais perigosas do país, no 18° lugar. O município é considerado parte do reduto eleitoral do ex-deputado, condenado a 11 de prisão pela lava-jato, Luiz Argôlo (SDD-BA).
A prefeitura abriu pelo menos um concurso para cargos na administração do município no ano das eleições, anunciando 170 vagas com salários variando entre R$ 992 e R$ 1879.
Assim como uma série de outras eleições no interior da Bahia, as eleições municipais em Alagoinhas eram consideradas como campo de provas para a oposição ao governador Rui Costa, do Partido dos Trabalhadores, que concorreria à releição em 2018.
O PSOL lançou a candidatura das primeiras pessoas trans à prefeituras no Brasil em 2016. Em Alagoinhas, Samara Braga, cabeleireira de 33 anos disputou, com forte oposição das alas mais conservadoras e evangélica da política local. Nos resultados e registros, ela ainda aparece com seu nome masculino, Helder Fonseca Braga, ainda que sob protesto,o que a tornou vítima de 
diversos ataques e discursos de ódio transfóbicos em portais de notícias e redes sociais e situações vexatórias durante a campanha, demonstrandoo o desrespeito, ou talvez despreparo do TSE para lidar com as identidades sociais das pessoas trans, que esperamos ser corrigido nas eleições posteriores.

## Candidatos
|  | Nº | Candidato(a) a prefeito | Candidato(a) a prefeito                                  | Candidato(a) a vice-prefeito | Candidato(a) a vice-prefeito                              | Coligação |
|  | -- | ----------------------- | -------------------------------------------------------- | ---------------------------- | --------------------------------------------------------- | --- |
|  | 13 |                         | Joseildo Ramos (PT) Joseildo Ribeiro Ramos               |                              | Ivam Flores (PCdoB) José Ivam Damasceno Flores            | O Melhor para Alagoinhas - Partido dos Trabalhadores (PT) - Partido Comunista do Brasil (PCdoB) |
|  | 18 |                         | Radiovaldo Costa (REDE) Radiovaldo Costa Santos          |                              | Gustavo Carmo (PMDB) Gustavo Augusto de Souza Carmo       | Pra Cuidar de Alagoinhas - Rede Sustentabilidade (REDE) - Partido do Movimento Democrático Brasileiro (PMDB) - Partido Democrático Trabalhista (PDT) - Partido Popular Socialista (PPS) |
|  | 20 |                         | Márcio Reis (PSC) Márcio dos Reis Santos                 |                              | Joaldo Almeida (PSC) Joaldo Almeida dos Santos            | Sem coligação - Partido Social Cristão (PSC) |
|  | 25 |                         | Joaquim Neto (DEM) Joaquim Belarmino Cardoso Neto        |                              | Iraci Gama (PV) Iraci Gama Santa Luzia                    | Juntos por Alagoinhas - Democratas (DEM) - Partido Verde (PV) - Partido Republicano da Ordem Social (PROS) - Partido Republicano Progressista (PRP) - Partido da Social Democracia Brasileira (PSDB) |
|  | 40 |                         | Sônia Fontes (PSB) Sônia Maria César Fontes              |                              | Filadelfo Neto (PTN) Filadelfo Pinto Meireles Neto        | Alagoinhas Cidade Ideal - Partido Socialista Brasileiro (PSB) - Partido Trabalhista Nacional (PTN) - Partido Republicano Brasileiro (PRB) - Partido Trabalhista Brasileiro (PTB) - Partido Social Liberal (PSL) - Partido da República (PR) - Partido Social Democrata Cristão (PSDC) - Partido Humanista da Solidariedade (PHS) - Partido da Mobilização Nacional (PMN) - Partido Trabalhista Cristão (PTC) - Partido Ecológico Nacional (PEN) - Partido Pátria Livre (PPL) - Partido Social Democrático (PSD) - Partido Trabalhista do Brasil (PTdoB) - Solidariedade (SD) |
|  | 50 |                         | Samara Diamond Fonseca Braga (PSOL) Helder Fonseca Braga |                              | Andemberg Nonato (PSTU) Andemberg Nonato Menezes de Souza | Frente de Esquerda: Transformação Popular - Partido Socialismo e Liberdade (PSOL) - Partido Socialista dos Trabalhadores Unificado (PSTU) |

## Resultados

### Eleição municipal de Alagoinhas em 2016 para Prefeito
A eleição para prefeito contou com 6 candidatos em 2016: Sonia Maria Cesar Fontes do Partido Socialista Brasileiro, Helder Fonseca Braga (Samara Diamond Fonseca Braga) do Partido Socialismo e Liberdade, Joaquim Belarmino Cardoso Neto do Democratas (Brasil), Joseildo Ribeiro Ramos do Partido dos Trabalhadores, Radiovaldo Costa Santos do Rede Sustentabilidade, Márcio dos Reis Santos do Partido Social Cristão que obtiveram, respectivamente, 18 890, 269, 25 684, 16 395, 11 738, 2 011 votos. O Tribunal Superior Eleitoral também contabilizou 8.99% de abstenções nesse turno.
| 1º Turno 2 de outubro de 2016       | 1º Turno 2 de outubro de 2016 | 1º Turno 2 de outubro de 2016 | 1º Turno 2 de outubro de 2016 |
| Candidato(a)                        | Vice                          | Votação                       | Votação                       |
| Candidato(a)                        | Vice                          | Total                         | Porcentagem                   |
| ----------------------------------- | ----------------------------- | ----------------------------- | ----------------------------- |
| Joaquim Neto (DEM)                  | Iraci Gama (PV)               | 25.684                        | 34,25%                        |
| Sônia Fontes (PSB)                  | Filadelfo Neto (PTN)          | 18.890                        | 25,19%                        |
| Joseildo Ramos (PT)                 | Ivam Flores (PCdoB)           | 16.395                        | 21,86%                        |
| Radiovaldo Costa (REDE)             | Gustavo Carmo (PMDB)          | 11.738                        | 15,65%                        |
| Márcio Reis (PSC)                   | Joaldo Almeida (PSC)          | 2.011                         | 2,68%                         |
| Samara Diamond Fonseca Braga (PSOL) | Andemberg Nonato (PSTU)       | 269                           | 0,36%                         |

### Eleição municipal de Alagoinhas em 2016 para Vereador
Na decisão para o cargo de vereador na eleição municipal de 2016, foram eleitos 17 vereadores com um total de 78 762 votos válidos. O Tribunal Superior Eleitoral contabilizou 2 347 votos em branco e 4 601 votos nulos. De um total de 94 177 eleitores aptos, 8 467 (8.99%) não compareceram às urnas .
| Nome                                    | Partido político                       | Coligação                                        | Votos recebidos | Percentual |
| --------------------------------------- | -------------------------------------- | ------------------------------------------------ | --------------- | ---------- |
| Anderson Cesar Baqueiro da Silva        | Solidariedade (SD)                     | Avante Alagoinhas                                | 2.154           | 2,73%      |
| Juracy Ferreira do Nascimento           | Democratas (DEM)                       | Por uma Alagoinhas Melhor                        | 2.093           | 2,66%      |
| Luciano Marcio Santos Almeida           | Democratas (DEM)                       | Por uma Alagoinhas Melhor                        | 1.735           | 2,20%      |
| Raimunda Neire Florencio de Souza       | Partido Social Democrático (PSD)       | Avante Alagoinhas                                | 1.497           | 1,90%      |
| Roberto Jose Torres de Lima             | Democratas (DEM)                       | Por uma Alagoinhas Melhor                        | 1.412           | 1,79%      |
| Darlan Lucena de Oliveira               | Partido Republicano Progressista (PRP) | Partido Republicano Progressista (sem coligação) | 1.367           | 1,74%      |
| Caio Ícaro Silva Ramos                  | Rede Sustentabilidade (REDE)           | Legislativo Forte e Independente                 | 1.348           | 1,71%      |
| Noberto Alves Moita                     | Partido Trabalhista Cristão (PTC)      | Unidos por Alagoinhas                            | 1.245           | 1,58%      |
| Jorge de Santana Gonçalves              | Democratas (DEM)                       | Por uma Alagoinhas Melhor                        | 1.230           | 1,56%      |
| Ozeas Menezes de Souza                  | Partido Republicano Progressista (PRP) | Partido Republicano Progressista (sem coligação) | 1.209           | 1,54%      |
| José Cleto dos Santos Filho             | Partido Trabalhista Cristão (PTC)      | Unidos por Alagoinhas                            | 1.197           | 1,52%      |
| Luciano Sérgio de Jesus Santos          | Partido dos Trabalhadores (PT)         | Alagoinhas Merece o Melhor                       | 1.059           | 1,34%      |
| Francisco Ribeiro de Oliveira           | Partido dos Trabalhadores (PT)         | Alagoinhas Merece o Melhor                       | 950             | 1,21%      |
| João Henrique de Jesus Meireles Paolilo | Podemos (PODE)                         | Alagoinhas a Cidade Que Queremos                 | 886             | 1,12%      |
| Raimundo Alves dos Santos               | Partido da República (PR)              | Por Amor a Alagoinhas                            | 776             | 0,99%      |
| Edilson Ferreira Lima                   | Partido da Mobilização Nacional (PMN)  | Por Amor a Alagoinhas                            | 763             | 0,97%      |
| José Carlos Lins de Lima                | Partido Pátria Livre (PPL)             | Alagoinhas de Todos Nós                          | 697             | 0,88%      |

## Análise
A tendência política de rejeição aos políticos do PT se confirmou, e o candidato do partido terminou em 3° lugar no pleito. O Vencedor, Joaquim Neto, conquistou mais de um terço dos votos, em candidatura pelo DEM. No estado, o número de municípios com administrações petistas caiu de 93 para 39. O DEM cresceu de 9 cidades para 34 administrações.
No Legislativo municipal, o vereador mais votado foi Anderson Cesar Baqueiro da Silva, do SDD, partido de Luiz Argôlo, mostrando que o eleitorado não transferiu o impacto da prisão do ex-deputado federal pela lava-jato para outros políticos da mesma filiação.
Samara Braga recebeu menos de 1% dos votos, mostrando que a resistência à candidaturas LGBT e a partidos pequenos de esquerda como o PSOL ainda é grande em municípios de médio e pequeno porte no Nordeste.
Menos de uma semana após a eleição, uma paralisação das vãs de transporte escolar durou 10 dias e deixou cerca de 3500 alunos sem essa forma de deslocamento até os seus colégios. Pouco mais de um mês depois, uma operação da CGU e da Polícia Federal, chamada Vigilante, foi deflagrada em diversos municípios baianos, incluindo Alagoinhas, para tentar desbaratar um esquema de fraudes em licitações do transporte escolar, implicando administrações municipais por ações de improbidade iniciadas em 2009